# Leptonemella aphanthecae
Leptonemella aphanthecae är en rundmaskart som beskrevs av Gerlach 1950. Leptonemella aphanthecae ingår i släktet Leptonemella och familjen Desmodoridae. Inga underarter finns listade i Catalogue of Life.